# 卢昌寓
卢昌寓（490年—576年），字子绰，范阳涿（今河北省涿州市）人，出自范阳卢氏北祖大房，东魏尚书右仆射、司空公卢道虔长子。

## 生平
卢昌寓是卢道虔与济南长公主所生的长子，是个白痴，不知何时得到了通直散骑常侍的官职。北齐武平七年（576年）七月，卢昌寓在涿城去世，虚岁八十七，隋朝大业八年岁次壬申二月辛亥朔廿二日壬申（612年3月29日），安葬于涿城西北十三里温润之乡，其墓志名为《故通直散骑常侍卢公墓志铭》，现藏于涿州市文保所。

## 家族

### 曾祖
- 卢度世，北魏幽州刺史

### 祖父
- 卢渊，北魏秘书监、仪曹尚书

### 父母
- 卢道虔，东魏尚书右仆射、司空公
- 济南长公主，魏孝文帝元宏之女

### 兄弟姐妹
- 卢昌仁
- 卢昌裕，北齐齐安郡太守
- 卢昌期
- 卢昌衡，隋朝仪同三司、河南道巡省大使
- 卢氏，嫁北齐阳平郡太守、平遥县开国子司马幼之
- 卢氏，原本嫁给郭琼的儿子，郭琼犯死罪后没入官府，被高欢赐予陈元康为夫人